# Psautier de Copenhague
Le psautier de Copenhague (Bibliothèque nationale du Danemark, MS. Thott 143 2º) est un manuscrit enluminé du XIIe siècle, un psautier, fabriqué en Angleterre. Il compte 199 pages de parchemin et mesure 26,6 cm × 19,8 cm. Il contient un calendrier enluminé, une collection de miniatures en pleine page illustrant la vie du Christ et 166 lettrines décorées,.

## Historique
Le manuscrit fut produit dans le nord de l'Angleterre, peut-être à Lincoln. Comme la liste de saints du manuscrit n'inclut pas Thomas Beckett, qui fut canonisé en 1173, on peut penser qu'il fut exécuté avant cette année-là. Cinq ou peut-être six artistes professionnels semblent avoir été impliqués dans la création du manuscrit, dont un peut être identifié au dénommé maître de Simon (en), qui a aussi travaillé pour l'abbé de l'abbaye Saint-Alban.
Plusieurs éléments suggèrent que le livre était destiné au jeune roi Knut VI de Danemark, et commandé par l'évêque Eskil de Lund. L'évêque était en France entre 1158 et 1168, de même qu'un des artistes ayant travaillé sur le psautier par la suite. Quand Eskil retourna au Danemark en 1168, il lui fut demandé de préparer les célébrations du couronnement de Knut et de la canonisation de Knud Lavard, prévues pour 1170. C'est peut-être parce qu'il était destiné à un enfant âgé de sept ans que le psautier de Copenhague contient un alphabet : outre son utilisation religieuse, il aurait pu servir à enseigner la lecture au roi. Les chercheurs ont longtemps cru que le manuscrit avait été commandé par un Anglais.
Le psautier de Copenhague est l'un d'un plus anciens livres de dévotion royale existant.
Le Psautier Hunter fut probablement réalisé en grande partie par les mêmes artistes que le psautier de Copenhague. Un autre manuscrit enluminé médiéval lié à celui de Copenhague est le psautier d'Ingeburge, destiné à Ingeburge, la sœur de Knud VI, mais réalisé plus tard et dans d'autres circonstances.